# 伊克洛德
伊克洛德，是匈牙利佩斯州所辖的一个村。总面积11.21平方公里，总人口2133，人口密度190.3人/平方公里（2011年1月1日）。
早在新石器时代、青铜时代中，斯拉夫人已经在此居住。1543年，奥斯曼土耳其占领此地。1728年，奥匈帝国占领。1834年，此地建造路德教会。1945年后，苏俄占领此地；1953年，此地设立工厂。